# NGC 1611
NGC 1611 je galaksija u zviježđu Eridanu.

## Vanjske poveznice
- SEDS: NGC 1611